# CB.1 Gaivota
CB.1 Gaivota, Baumusterbezeichnung: CEA-101 ist ein einsitziges Segelflugzeug in Hochdeckerbauweise, das 1963 in Brasilien am Centro de Estudos Aeronáuticos da Universidade Federal de Minas Gerais (kurz: CEA) entworfen und von Studenten der Luftfahrttechnik „Departamento de Engenharia Mecânica“ (DEMEC) gebaut wurde.
Der Entwurf stammt vom portugiesischen Ingenieur und Professor Cláudio Pinto de Barros. Die CEA-101 war von großer Bedeutung für die weitere Entwicklung der Luftfahrt in Minas Gerais. Der „Aeroclube Mineiro de Planadores“ (Minas Gerais Segelflieger Verein) nutzte die Maschine als Schulflugzeug bis Anfang der 1980er Jahre. Danach war die CB.1 in einem Hangar eine Zeitlang verschollen. Im Jahr 2001 wurde sie mit Hilfe von ehemaligen Studenten der DEMEC und Flugsportfreunden der CEA restauriert und ist seit 2003 wieder flugtauglich mit dem Kennzeichen PP-ZTZ in Betrieb.

## Technische Daten
| Kenngröße         | CB.1 Gaivota (Seemöwe) (DEMEC-Bezeichnung: CEA-101)                                                              |
| ----------------- | --- |
| Konstrukteur      | Cláudio Barros                                                                                                   |
| Sitzplätze        | 1 |
| Bauart            | Hochdecker mit offenem Cockpit, Rumpf ist eine stoffbespannte Stahlrohrkonstruktion, Tragflächen in Holzbauweise |
| Spannweite        | 12,00 m |
| Flächenbelastung  | 19 kg/m² |
| Flügelfläche      | 12,2 m² |
| Gleitzahl         | 20 |
| Geringstes Sinken | 0,69 m/s bei 70 km/h                                                                                             |
| Länge             | 5,25 m |
| Rüstmasse         | 130 kg |
| max. Startmasse   | 210 kg |